# نشوى طاهر
نشوى طاهر هي سيدة أعمال سعودية، عضو مجلس إدارة مجموعة آل طاهر التجارية. كما تعد أول امرأة تترأس منتدى تجارياً في السعودية. وتشغل أيضاً رئاسة مجلس إدارة شركة السراج المتحدة القابضة، وعضواً لمجلس إدارة مؤسسة السيد حسن طاهر الخيرية، وعضواً لمجلس إدارة شركة رضوى السعودية. وتنشط المجموعة في قطاع الضيافة؛ إذ تشارك في ملكية كل من فندق كروان بلازا –جدة، وهوليدي إن– ينبع. وفي عام 2013م جاءت نشوى في المركز الثامن ضمن تصنيف مجلة فوربس الشرق الأوسط لسيدات الأعمال العربيات الأكثر تأثيراً في الشركات العائلية.

## النشأة والتعليم

شعار جامعة كليفورنيا

ولدت  نشوى عبد الهادي حسن طاهر في السعودية بتاريخ 21 مارس 1961م. وترعرعت في منزل حقق الكثير من الإنجازات، وتتلمذت في مدرسة والدها الراحل عبد الهادي طاهر، الذي كان مسؤولا في قطاع النفط، قبل أن يصبح من أهم رجال الأعمال في السعودية. درست نشوى في صغرها في مدرستي كوليج دى ليمان بجنيف (صيف 1392هـ / 1971م)، ومدرسة بوسولى بسويسرا (صيف 1394هـ / 1973م). منذ صغرها كانت تجوب العالم مع والدها في رحلات عمل إلى الولايات المتحدة واليابان وإلى بلدان أخرى، فاكتسبت الكثير من الخبرة، وعززتها بالدراسة، فدرست إدارة الأعمال لثلاث سنوات في جامعة كاليفورنيا بمدينة سانتا باربرا، ثم تزوجت وتابعت دراستها في جامعة الملك عبد العزيز بجدة 1399 / 1400هـ، حيث تخرجت كمحاسبة. والتحقت  بكلية إدارة واقتصاد بين عامي  1978/ 1979م.
أثرت العديد من الأحداث على حياة نشوى بشكل كبير، وأهمها وفاة أخيها خالد، فعندما داهمه المرض تركت كل شيء، وانصرف اهتمامها إلى ملازمته، وعايشت معه الألم بكل صوره، وعاشت الأمل الذي يزرعه الإيمان في نفس الإنسان، ليواجه أقسى ظروف الحياة، وبعد وفاته شعرت نشوى بأنها أهملت عملها لفترة طويلة، وأدركت خطأها، إذ كان بوسعها أن توافق بين اهتمامها بأخيها وواجبها نحو عملها. تقول نشوى: «كان درس علمني أنني يجب أن أبقى على رأس العمل، حتى أحافظ على نجاحه، وهذه نصيحتي لكل سيدة قررت أن تخوض مجال الأعمال، فلا بد أن تتحمل المسؤولية، وتدرك أن العمل ليس مجرد تسلية أو تمضية لوقت الفراغ، أو أمرًا ثانويًا في حياتها».

## إنجازات

### مناصبها

#### المناصب الإدارية
- مساعد تنفيذي لرئيس مجلس إدارة شركات آل طاهر.
- رئيس مجلس إدارة العقار المؤسسة الحسنية.
- نائب رئيس مجلس إدارة مركز السيدة خديجة بنت خويلد بالغرفة التجارية الصناعية بمحافظة جدة.
- رئيس سابق للجنة التجارية بالغرفة التجارية الصناعية بجدة لفترتين متتاليتين في الدورة التاسعة عشر.
- رئيس منتدى جدة التجاري 2009م.[5]

### العضوية بالمجالس
- عضو المجلس التنسيقي بين الغرفة التجارية الصناعية بجدة وجامعة الملك عبد العزيز بجدة.
- عضو مجلس إدارة حاضنات الأعمال بجامعة الملك عبد العزيز.
- عضو المجلس الاستشاري للإعجاز العلمي في القرآن والسنة.
- عضو لجنة الحدائق العامة بأمانة مدينة جدة.
- عضو سابق لمجلس إدارة الغرفة التجارية الصناعية بمحافظة جدة للدورة التاسعة عشر.
- عضو مجلس إدارة الشركة الدولية للتغذية والتجارة المحدودة.
- عضو مجلس إدارة مؤسسة حسن طاهر الخيرية.[5]

### إلقاء المحاضرات
- دار الحكمة (يوم المهنة) 2006م.
- كلية عفت (يوم المهنة) 2006م.
- CBA (يوم المهنة) 2006م.
- صوت المرأة (السفارة الفرنسية بالبحرين) 2006م.
- OECD (إسطنبول – تركيا) 2006م.
- اللجنة الوطنية النسائية بمجلس الغرف السعودية 2007م.
- OECD (القاهرة) 2007م.
- الحوار الوطني 2008م.[5]

## احتفاء
في أغسطس 2012م كرّمت رئيسة المؤسسة الخيرية الوطنية للرعاية الصحية المنزلية بالمنطقة الغربية، الأميرة عادلة بنت عبدالله بن عبدالعزيز آل سعود، سيدة الأعمال نشوى عبد الهادي طاهر، نظير رعايتها مهرجان السوق الخيري، بساط الريح الثالث عشر، ومؤازرتها للجهود التطوعية الهادفة لخدمة المجتمع.

## مقولات
- قالت نشوى عن تجربتها في مجلس إدارة غرفة جدة: «بالتأكيد أعتبرها تجربة ناجحة، والتقييم يأتي بعد النتائج، فالتجربة بدخول المرأة في موقع اتخاذ القرار مثل مجلس الغرفة التجارية تعتبر خطوة قديرة بتمكين المرأة من الدخول بقوة، لأن وجود المرأة في مجالس إدارات موقع مثل الغرفة التجارية مهم جدًا. وفي الوقت الحالي أصبح من الضروري أن يكون هناك دور فعال للمرأة في التنمية الاقتصادية، وحتى يتسنى لها ذلك لا بد أن تكون في مواقع اتخاذ القرار، وهذا هو الوضع الطبيعي، وخاصة أن المرأة السعودية أثبتت وجودها منذ سنوات طويلة في مجالات مختلفة. وأعتقد أنها كانت تجربة مشجعة ومليئة بالحماس، بما تحمل من نتائج وصلت إليها المرأة السعودية، وأهمها ثقة المواطن والمسؤول في قدراتها، ومن ثم ستدفع بمشيئة الله الكثير من الأخوات، ليس إلى منافسة الرجل أو السعي لاستحقاقات مسلوبة، بل إلى إثبات جدارتها وثقتها بنفسها وثقة المجتمع بها، وإعطائها الفرصة لخدمة وطنها من مواقع مختلفة بالتعاون مع الرجل».[5]